# Carly Reasbeck
Carly Reasbeck (7 de mayo de 1981) es una deportista australiana que compitió en taekwondo. Ganó una medalla de oro en el Campeonato de Oceanía de Taekwondo de 2005 en la categoría de –57 kg.

## Palmarés internacional
| Campeonato de Oceanía | Campeonato de Oceanía | Campeonato de Oceanía | Campeonato de Oceanía |
| Año                   | Lugar                 | Medalla               | Categoría             |
| --------------------- | --------------------- | --------------------- | --------------------- |
| 2005                  | Sídney (Australia)    | Medalla de oro        | –57 kg                |